# Herpetacanthus
Herpetacanthus es un género de plantas con flores perteneciente a la familia Acanthaceae. El género tiene 12 especies de hierbas descritas y de estas, solo 3 aceptadas.

## Taxonomía
El género fue descrito por  Nees & Bentham y publicado en Plantes Nouvelles d'Amérique 159. 1846[1847]. La especie tipo es: Herpetacanthus longiflorus Nees.

## Especies deHerpetacanthus
- Herpetacanthus panamensis Leonard
- Herpetacanthus rotundatus (Lindau) Bremek.
- Herpetacanthus stenophyllus Gómez-Laur. & Grayum